# Petex IPM

Приклад моделі витіснення нафти парою з лініями течії води і пари.

Вікно програми PVTP.

Вікно програми PROSPER.

Серія програм Petex IPM (англ. Petroleum Experts Integrated Production Modelling — Інтегроване Моделювання Розробки від Petroleum Experts) — станом на 2020-ті роки є лідируючим пакетом програмного забезпечення в нафтогазовій галузі, який дозволяє моделювати весь технологічний ланцюг процесів видобутку від продуктивного пласта до систем поверхневого облаштування.

## Історія створення ресурсу
Petex створений у 1990 р. з метою забезпечення найкращого у своєму класі програмного забезпечення, яке дозволило б різним дисциплінам проводити дослідження поведінки параметричних полів, а також проектувати та оптимізувати системи видобутку флюїдів.
Назва «Petex» від назви компанії-розробника Petroleum Experts.

## Основні характеристики
Серія програм Petex IPM поєднує програми GAP, PROSPER, MBAL, REVEAL і PVTP. Використовуючи Petex IPM інженер, за наявними геолого-промисловим даними, може створювати комплексні моделі родовищ, виконувати попередню адаптацію моделей пласта, свердловин і системи трубопроводів. Petex IPM дозволяє оптимізувати всю систему і використовувати модель для прогнозу видобутку.
Ресурс RESOLVE розширює інтеграцію, контроль і оптимізацію для родовищ які включають моделі пласта-колектора і системи промислової підготовки, виконані в програмних пакетах сторонніх розробників.
Програми, що входять до складу IPM дозволяють отримати швидкі надійні результати і прийняті в якості галузевого стандарту найбільшими операторами по всьому світу. Понад 320 нафто- і газодобувних, а також сервісних компаній, використовують IPM у усьому світі.
Використання OpenServer дозволяє безпосередньо підключати додатки IPM до технологічних процесів компанії, що дозволяє більш ефективно організувати схему роботи.
Petex IPM забезпечує:
• Швидку і надійну оптимізацію та прогноз видобутку вуглеводневих флюїдів
• Моделювання одно- або багатоколекторних покладів з гідродинамічної зв'язком
• Моделювання багатовибійних і горизонтальних свердловин з урахуванням втрат тиску в горизонтальній секції стовбура, а також з урахуванням взаємовпливу перфорованих інтервалів свердловини
• Проектування і діагностика свердловин з механізованим видобутком, включаючи свердловини з електро-відцентровими, гідропоршневими, гвинтовими, струминними і штанговими насосами, а також свердловини з постійним і періодичним газліфтом.
• Детальне проектування і розрахунок технічних показників роботи трубопроводів: режим течії, розміри і частота водяних або газових пробок, аналіз стійкості течії.
• Моделювання систем поверхневого облаштування: мережі трубопроводів, насосних і компресорних станцій, багатотрубних і замкнутих нафтозбиральних систем.
• Моделювання свердловин, оснащених пристроями управління припливом (ICD, ICV)
Кореляції розроблені Petroleum Experts визнані кращими в своєму класі і дозволяють отримати стійкі рішення для найбільш складних випадків експлуатації нафтогазовидобувних підприємств.

## Інтернет-ресурси
- Petroleum Experts Integrated Production Modelling [Архівовано 5 березня 2022 у Wayback Machine.]